# Sabina Fedeli
Sabina Fedeli (Milano, 24 luglio 1956) è una giornalista italiana.

## Biografia
Ha iniziato la sua carriera collaborando alle trasmissioni Linea Diretta e SPOT di Enzo Biagi e al settimanale di approfondimento Contro Corrente di Indro Montanelli e Paolo Granzotto.
1986 - 2015 a Mediaset dove, in qualità di inviato, ha coperto eventi di cronaca nazionale e internazionale con servizi per i telegiornali del gruppo e reportage: la guerra nella ex Jugoslavia, la crisi israelo-palestinese, Il golpe a Mosca, la crisi algerina degli anni 90, le rivoluzioni in nord Africa. Varie inchieste sulla violenza alle donne, sull’inquinamento ambientale, sulle ecomafie. Particolare approfondimento sul tema dell’immigrazione e del fondamentalismo islamico.
Ha curato programmi di approfondimento quali Link - Cronache dell'era digitale e Mission.
Ha fatto parte della redazione di Terra! il settimanale di approfondimento del Tg5, poi di Rete 4, a cura di Toni Capuozzo.
Ha realizzato per Raitre il documentario "Io sono Yoav", storia di una delle vittime della presa d’ostaggi all'Hypercacher di Parigi nel gennaio 2015.
Ha scritto il docufilm per il cinema "Hitler versus Picasso and the others" per 3D Produzioni e NexoDigital e vari documentari d'arte in onda su Sky Arte (2016-2018).
Ha pubblicato il romanzo "Gli occhiali del sentimento- Storia di un'ebrea ferrarese" per Giuntina (2017).

## Premi
- 2002: Menzione speciale al Premio giornalistico televisivo Ilaria Alpi
- 2011: Premio della critica al Premio giornalistico televisivo Ilaria Alpi (con Anna Migotto)[1]
- 2007: Premio Giornalistico Marco Luchetta